# NGC 4186
NGC 4186 este o galaxie spirală situată în constelația Părul Berenicei. A fost descoperită în 1877 de către Ernst Wilhelm Tempel. Se află la o distanță de 105,2 megaparseci de Pământ.